# Pablo Álvarez
Pablo Álvarez Núñez (Oviedo, 1980. május 14. –) spanyol labdarúgó. Jelenleg a spanyol labdarúgó-bajnokság első osztályában szereplő Deportivo La Coruña jobb oldali középpályása.

## Labdarúgó pályafutása
Álvarez az asztúriai Sporting de Gijónnál kezdte pályafutását, akikkel első mérkőzését 2001. május 19-én játszotta a spanyol labdarúgó-bajnokság másodosztályában a Real Betis elleni, hazai pályán 2–1 arányban megnyert mérkőzésen, majd még 191 bajnoki mérkőzést játszott a csapat színeiben. A Gijónnál a Tibu (a spanyol cápa szó kicsinyítős alakja) becenevet kapta utalva gólörömére, aminél kezével cápauszonyt formált a saját fején.
Álvarez részt vett a Selección Gallega (Galicia nem hivatalos labdarúgó-válogatottja) feltámasztásában is, 75 év után 2005 decemberében játszották első mérkőzésüket Uruguay nemzeti válogatottja ellen. 2006 augusztusában a Deportivo de La Coruña klubhoz igazolt.
2007. február 3-án játszotta első bajnoki mérkőzését a Depor színeiben az RCD Mallorca ellen. Már az első szezonja során súlyos lábsérülést szenvedett, felgyógyulása után, 2008 januárjában a Racing de Santanderhez adták kölcsön a 2007–08-as szezon végéig.
A kantabriai csapattal részese volt a csapat legelső UEFA-kupa kvalifikációjának (a CA Osasuna elleni 2-0 arányú győzelemmel, 2008. január 13-án). Ezt követően visszakerült a Deportivóhoz. A 2008–2009-es szezonban kevés játéklehetőséget kapott, egyik ritka alkalommal, amikor a kezdő csapatba bekerült ő szerezte csapata egyetlen gólját az Athletic Club ellen 2009. április 19-én.